# 1re division de cavalerie (États-Unis)
Pour les articles homonymes, voir 1re division.

Insigne d'épaule de la 1st Cavalry.

La 1re division de cavalerie américaine (1st Cavalry Division) est une division blindée appartenant à l’US Army.

## Historique

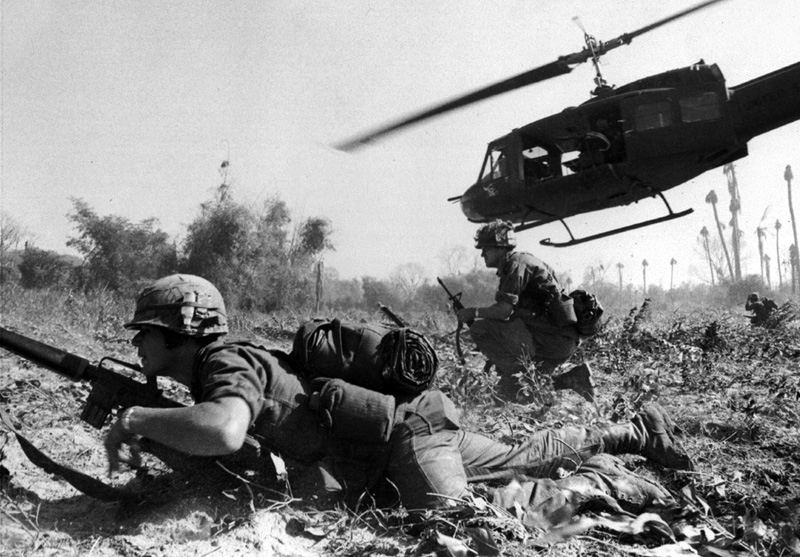
Un UH-1 Huey déposant de l'infanterie pendant la bataille de Ia Drang en novembre 1965.

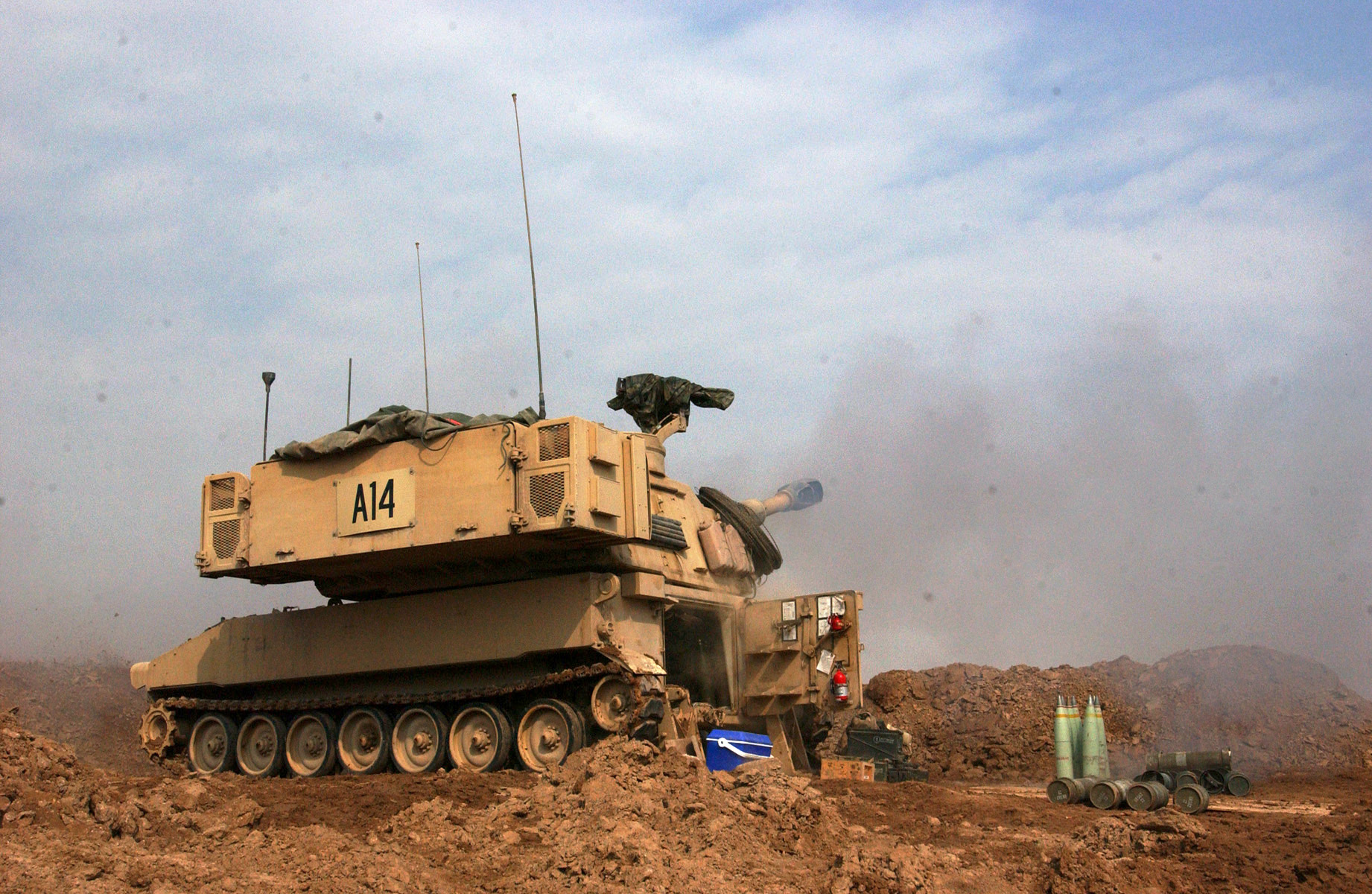
Artillerie de la 1st Cav durant la bataille de Falloujah en Irak.

Créée en 1921, elle est la dernière division à reprendre les traditions de la Cavalerie des États-Unis.
Après avoir participé aux campagnes du Pacifique (dont la campagne des îles de l'Amirauté) et reconquis les Philippines, elle fut l'une des 4 divisions affectées à l'occupation du Japon au sein de la Huitième Armée des États-Unis après avoir eu 970 tués et 3 311 blessés.
Lors du déclenchement de la guerre de Corée, elle fut envoyée en hâte pour participer à la défense du périmètre de Pusan puis participa au débarquement d'Inchon et, entre autres, à l'opération Commando. Elle fut relevée en 1952 après avoir subi des pertes élevées avec 3 811 tués et 12 086 blessés au combat.
La 1st Cavalry Division est principalement connue pour son rôle durant la guerre du Viêt Nam : la division avait en effet la particularité d’être la première division totalement aéromobile, comme l’illustre le film Apocalypse Now.
En effet, à la suite des essais sur la guerre aéromobile menée par la 11e division aérienne d'assaut (11th Air Assault Division) depuis 1963 à la suite de la stratégie de guérilla en cours durant la guerre du Viêt Nam, le 1er juillet 1965, elle est recréée en tant que 1st Cavalry Division (Airmobile).

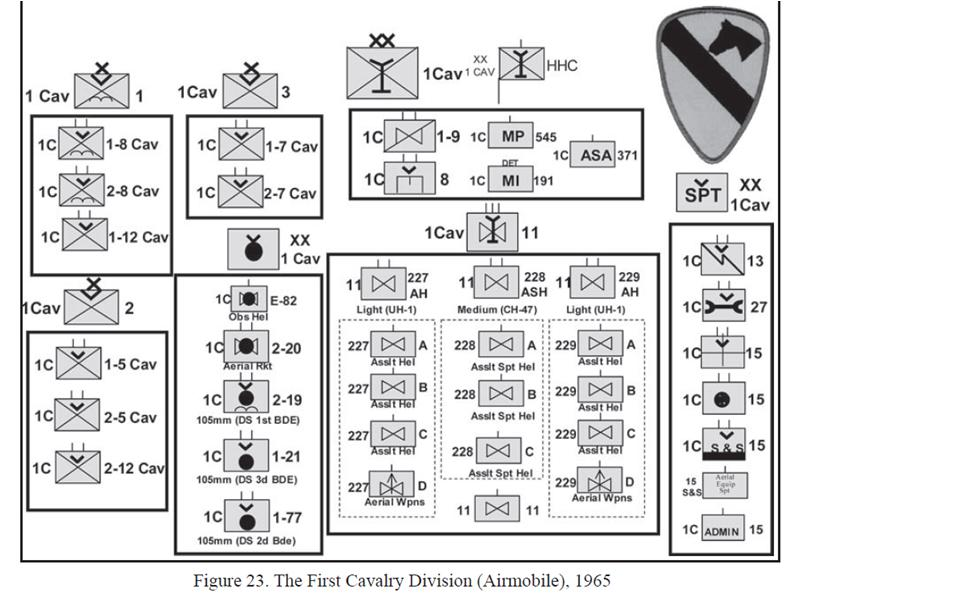
Organigramme de la division en 1965.

Elle se déploie rapidement dans la République du Viêt Nam où les unités d'avant-garde arrivent le 25 août 1965. La division compte alors un effectif de 15 787 militaires et 1 600 véhicules. Elle dispose alors d'un total de 428 hélicoptères : 93 d'observation (Hughes OH-6 Cayuse, Bell OH-58 Kiowa à partir de 1969), 287 utilitaires ou d'assaut (Bell UH-1 Iroquois, Bell AH-1 Cobra à partir de 1967) et 48 de transport (Boeing CH-47 Chinook), et une escadrille de 6 avions de reconnaissance Grumman OV-1 Mohawk. L'artillerie divisionnaire est constituée de 3 bataillons équipés chacun de 12 howitzers 105 mm M102. Elle dispose de ses propres unités de génie militaire et de soutien. Elle subit 5 444 tués et 26 592 blessés au combat dans cette longue guerre. La division a pris part à de nombreuses opérations lors du conflit. Elle se distingua notamment pour son rôle défensif lors de l'offensive du Tet, en chassant les Viet-Congs et les forces de l'Armée populaire Vietnamienne lors de la bataille de Hue, ou encore lors de l'opération "Pegasus", en apportant un soutien aux Marines et aux soldats de l'Armée de la République du Vietnam assiégés à Khe Sanh.
Au sortir de ce conflit dans les années 1970, la division est un temps réorganisée selon un modèle particulier : une brigade reste aéromobile, une est blindée, la troisième est une brigade d’infanterie. Ce modèle est abandonné, et aujourd’hui, la 1st Cav est une division blindée de l’armée américaine.
Elle participa en 1996 à la SFOR en Bosnie-Herzégovine
Elle a servi durant la guerre d'Irak, dans la province de Bagdad, au cours de l’année 2004 jusqu'en avril 2005 et eut à déplorer 165 tués et 1 500 blessés sur un effectif de 17 000 hommes.

## Commandants

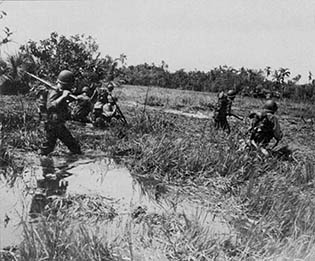
Île de Leyte, Philippines, décembre 1944.

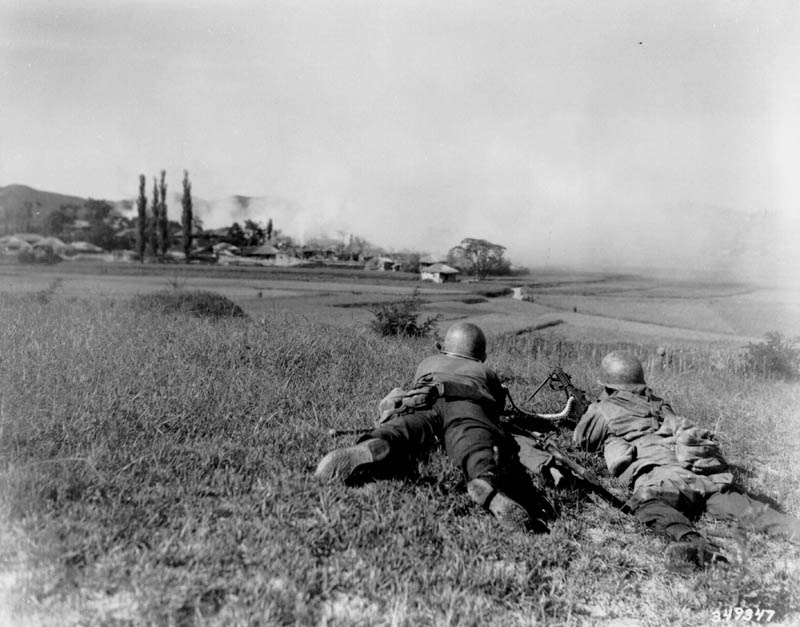
Mitrailleuse de la 1st Cav en Corée en 1950.

| - Maj. Gén. Robert L. Howze Sept 1921 - Juin 1925 - Brig. Gén. Joseph C. Castner Juin 1925 - Jan 1926 - Maj. Gén. Edwin B. Winaus Jan 1926 - Oct 1927 - Brig. Gén. Samuel D. Rockenback Oct 1927 - Nov 1927 - Maj. Gén. George Van Horn Moseley Nov 1927 - Sept 1929 - Brig. Gén. Charles J. Symmonds Sep 1929 - Oct 1930 - Brig. Gén. George C. Barnhardt Oct 1930 - Déc 1930 - Maj. Gén. Ewing E. Booth Déc 1930 - Mars 1932 - Brig. Gén. Walter C. Short Mars 1932 - Mars 1933 - Maj. Gén. Frank R. McCoy Mars 1933 - Oct 1933 - Brig. Gén. Walter C. Short Oct 1933 - Avril 1934 - Brig. Gén. Hamilton S. Hawkins Avril 1934 - Sept 1936 - Brig. Gén. Francis Le J. Parker Sept 1936 - Oct 1936 - Maj. Gén. Ben Lear Oct 1936 - Nov 1938 - Maj. Gén. Kenyon A. Joyce Nov 1938 - Oct 1940 - Maj. Gén. Robert C. Richardson, Jr. Oct 1940 - Fév 1941 - Maj. Gén. Innis Palmer Swift Fév 1941 - Août 1944 - Maj. Gén. Verne D. Mudge Août 1944 - Fév 1945 - Brig. Gén. Hugh F. T. Hoffman Fév 1945 - Juil 1945 - Maj. Gén. William C. Chase Juil 1945 - Fév 1949 - Brig. Gén. William B. Bradford Fév 1949 - Fév 1949 - Maj. Gén. John M. Devine Fév 1949 - Août 1949 - Brig. Gén. Henry I. Hodes Août 1949 - Sept 1949 - Maj. Gén. Hobart R. Gay Sept 1949 - Fév 1951 - Maj. Gén. Charles D. Palmer Fév 1951 - Juil 1951 - Maj. Gén. Thomas L. Harrold Juil 1951 - Mars 1952 - Maj. Gén. Arthur G. Trudenu Mars 1952 - Mars 1953 - Brig. Gén. William J. Bradley Mars 1953 - Avril 1953 - Maj. Gén. Joseph P. Cleland Mai 1953 - Juin 1953 - Maj. Gén. Armistead D. Mead Juin 1953 - Déc 1954 - Brig. Gén. Orlando C. Troxel Jr. Déc 1954 - Mai 1955 - Maj. Gén. Edward J. McGraw Mai 1955 - Nov 1956 - Maj. Gén. Edwin H. J. Carns Nov 1956 - Aout 1957 - Maj. Gén. Ralph W. Zwicker Oct 1957 - Jan 1958 - Maj. Gén. George E. Bush Jan 1958 - Avril 1959 - Maj. Gén. Charles E. Beauchamp Avril 1959 - Mai 1960 - Maj. Gén. Charles G. Dodge Mai 1960 - Déc 1960 | - Maj. Gén. Frank H. Britton Déc 1960 - Juil 1961 - Maj. Gén. James K. Woolnough Juil 1961 - Sept 1962 - Brig. Gén. D.C. Clayman Sept 1962 - Oct 1962 - Maj. Gén. Clifton F. Von Kann Oct 1962 - Juin 1963 - Brig. Gén. Charles P. Brown Juin 1963 - Août 1963 - Maj. Gén. Chas F. Leonard Jr. Août 1963 - Oct 1964 - Maj. Gén. Hugh Exton Oct 1964 - Juin 1965 - Maj. Gén. Harry W. O. Kinnard Juil 1965 - Mai 1966 - Maj. Gén. John Norton Mai 1966 - Mars 1967 - Maj. Gén. John J. Tolson Mars 1967 - Août 1968 - Brig. Gén. Richard L. Irby Août 1968 - Août 1968 - Maj. Gén. George T. Forsythe Août 1968 - Avr 1969 - Maj. Gén. E. B. Roberts Mai 1969 - Mai 1970 - Maj. Gén. George William Casey Mai 1970 - Juil 1970 - Maj. Gén. George W. Putnam Août 1970 - Mai 1971 - Maj. Gén. James C. Smith Mai 1971 - Jan 1973 - Maj. Gén. Robert M. Shoemaker Jan 1973 - Fév 1975 - Maj. Gén. Julius W. Becton, Jr. Fév 1975 - Nov 1976 - Maj. Gén. W. Russell Todd Nov 1976 - Nov 1978 - Maj. Gén. Paul S. Williams Jr. Nov 1978 - Nov 1980 - Maj. Gén. Richard D. Lawrence Nov 1980 - Juil 1982 - Maj. Gén. Andrew P. Chambers Juil 1982 - Juin 1984 - Maj. Gén. Michael J. Conrad Juin 1984 - Juin 1986 - Maj. Gén. John J. Yeosock Juin 1986 - Mai 1988 - Maj. Gén. William F. Streeter Mai 1988 - Juil 1990 - Maj. Gén. John H. Tilelli, Jr. Juil 1990 - Juil 1992 - Maj. Gén. Wesley K. Clark Juil 1992 - Mars 1994 - Maj. Gén. Eric K. Shinseki Mars 1994 - Juil 1995 - Maj. Gén. Leon J. LaPorte Juil 1995 - Juil 1997 - Maj. Gén. Kevin P. Byrnes Juil 1997 - Oct 1999 - Maj. Gén. David D. McKiernan Oct 1999 - Oct 2001 - Maj. Gén. Joe Peterson Oct 2001 - Août 2003 - Maj. Gén. Peter W. Chiarelli Août 2003 - Nov 2005 - Maj. Gén. Joseph F. Fil Jr. Nov 2005 - Fév 2008 - Brig. Gén. Vincent K. Brooks Fév 2008 - Avril 2008 - Maj. Gén. Daniel P. Bolger Avril 2008 - Avril 2010 - Maj. Gén. Daniel B. Allyn Avril 2010 - Juin 2012 - Maj. Gén. Anthony R. Lerardi juin 2012 - Mars 2014 - Maj. Gén. Michael A. Bills Mars 2014 - Janvier 2016 - Maj. Gén. Joh C. Thomson III - Janvier 2016 - Présent |
| | |

## Casernement
La 1st Cavalry Division est encasernée à Fort Hood, Texas.

## Organisation[Quand?]

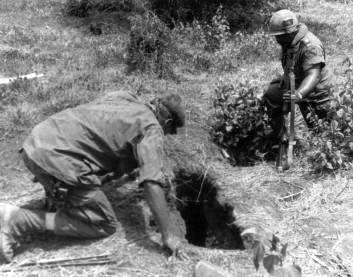
Des rats des tunnels au Vietnam.

La 1st Cavalry Division comprend trois brigades de manœuvre, une brigade aérienne d’appui tactique, une brigade d’artillerie, une brigade du génie, un commandement divisionnaire des services de soutien plus diverses unités spécialisées, toutes stationnée à Fort Hood au Texas.
Composition de la 1st CAVALRY DIVISION (AIRMOBILE) en 1965 lors de son déploiement au Vietnam :
- 1st Brigade ("Iron Horse") 
  - 1st Battalion (Airborne), 8th Cavalry
  - 2nd Battalion (Airborne), 8th Cavalry
  - 1st Battalion (Airborne), 12th Cavalry
- 2nd Brigade ("Blackjack")
  - 1st Battalion, 5th Cavalry
  - 2nd Battalion, 5th Cavalry
  - 1st Battalion, 12th Cavalry
- 3rd Brigade ("Greywolf")
  - 1st Battalion, 7th Cavalry
  - 2nd Battalion, 7th Cavalry
  - 5th Battalion, 7th Cavalry
- 4th Brigade ("Warriors"), également appelée Aviation Brigade,ou Division Aviation
  - 11th Aviation Group
  - 227th Aviation Battalion (Assault Helicopter)
  - 228th Aviation Battalion (Assault Support Helicopter)
  - 229th Aviation Battalion (Assault Helicopter)
  - 11th Aviation Company (General Support)
  - 17th Aviation Company (Fixed Wing)
  - 478th Aviation Company (Heavy Helicopter)
- Division Artillery ("Red Team"), en abrégé Divarty
  - 2nd Battalion, 17th Artillery (105mm)
  - 2nd Battalion, 19th Artillery (105mm)
  - 2nd Battalion, 20th Artillery (Aerial Rocket)
  - 1st Battalion, 21st Artillery (105mm)
  - 1st Battalion, 30th Artillery (155mm)
  - 1st Battalion, 77th Artillery (105mm)
  - Battery E, 82nd Artillery (Aviation)
- Division Reconnaissance
  - 1st Squadron, 9th Cavalry (Air)
  - 11th Pathfinder Company (Provisional)
  - Company E, 52nd Infantry (Long Range Recon)
  - Company H, 75th Infantry (Rangers)
- Division Support Command ("Wagonmaster"), en abrégé Discom ou DSC
  - 1st Personnel Service Battalion
  - 8th Engineer Battalion
  - 13th Signal Battalion (13th Sig Bn)
  - 15th Medical Battalion
  - 15th Supply and Service Battalion
  - 15th Administrative Company
  - 15th Transportation Battalion
  - 27th Maintenance Battalion
  - 191th Military Intelligence Detachment
  - 371st Army Security Agency Company
  - 545th Military Police Company (545th MP Co)
- Units Temporarly attached (Unités attachées temporairement)
  - 1st Battalion, 50th Infantry (Mechanized)
  - 2nd Battalion, 2nd Infantry (Mechanized)
  - 1st Squadron, 11th Armored Cavalry
  - 2nd Squadron, 11th Armored Cavalry
  - 312th Military Intelligence Batallion (312th MI Bn)
  - 4th Battalion, 5th Air Defence Artillery Regiment (4-5 ADA)

Composition Actuelle :
1st Cavalry Division:
- Division Headquarters and Headquarters Battalion (DHHB) "Maverick"
  - Headquarters Support Company
  - Signal Intelligence & Sustainment Company
  - Horse Cavalry Detachment
  - 1st Cavalry Division Band
- 1st Armored Brigade Combat Team, "Ironhorse"
  - Headquarters and Headquarters Troop (HHT), 1st Brigade Combat Team (1st BCT)
  - 1st Squadron, 7th Cavalry (RSTA) Reconnaissance Surveillance and Target Acquisition "Garryowen!"
  - 2nd Battalion, 5th Cavalry Regiment "Lancers"
  - 2nd Battalion, 8th Cavalry "Stallions"
  - 2nd Battalion, 12th Cavalry "Thunder Horse"
  - 1st Battalion, 82nd Field Artillery Regiment (1-82nd FAR) "Dragons"
  - 91st Brigade Engineer Battalion (91st BEB) "Sabers"
  - 115th Brigade Support Battalion (115th BSB) "Muleskinners"
- 2nd Armored Brigade Combat Team "Black Jack"
  - Headquarters and Headquarters Troop (HHT), 2nd Brigade Combat Team (2nd BCT)
  - 4th Squadron, 9th Cavalry (RSTA) Reconnaissance Surveillance and Target Acquisition "Darkhorse"
  - 1st Battalion, 5th Cavalry "Black Knights"
  - 1st Battalion, 8th Cavalry "Jumping Mustangs"
  - 1st Battalion, 9th Cavalry "Head Hunters"
  - 3rd Battalion, 16th Field Artillery Regiment (3-16th FAR) "Rolling Thunder"
  - 8th Brigade Engineer Battalion "Trojan Horse" (8th BEB)
  - 15th Brigade Support Battalion (15th BSB) "Gambler"
- 3rd Armored Brigade Combat Team "Greywolf"
  - Headquarters and Headquarters Troop (HHT), 3rd Brigade Combat Team (3rd BCT)
  - 6th Squadron, 9th Cavalry (RSTA) Reconnaissance Surveillance and Target Acquisition "Saber"
  - 2nd Battalion, 7th Cavalry "Ghost"
  - 3rd Battalion, 8th Cavalry "Warhorse"
  - 1st Battalion, 12th Cavalry "Chargers"
  - 2nd Battalion, 82nd Field Artillery Regiment (2-82nd FAR) "Steel Dragons"
  - 3rd Brigade Engineer Battalion (3rd BEB) "Beavers"
  - 215th Brigade Support Battalion (215th BSB) "Blacksmiths"

- 1st Cavalry Division Artillery
  - Headquarters and Headquarters Battery (HHB)
- Combat Aviation Brigade (CAB) "Warrior"
  - Headquarters and Headquarters Company (HHC)
  - 7th Squadron, 17th Cavalry Squadron "Ruthless Riders" (reflagged from 4/227th Av 22/10/15)
  - 1st Battalion, 227th Aviation Regiment "First Attack"
  - 2nd Battalion, 227th Aviation Regiment "Lobos"
  - 3rd Battalion, 227th Aviation Regiment "Spearhead"
  - 615th Aviation Support Battalion (615th ASB) "Cold Steel"
- 1st Cavalry Division Sustainment Brigade
  - Headquarters and Headquarters Company (HHC)
  - Special Troops Battalion (STB)
  - 553rd Combat Sustainment Support Battalion (553rd CSSB)

La 1st Cavalry Division comprend plus de 17 000 personnels.

## Armement
Sa brigade d’aviation comporte :
- 18 AH-64 Apache
- 16 OH-58 Kiowa (retiré du service en 2015)
- 16 UH-60 Black Hawk